# 宇文亮
宇文亮（540年代—580年），北周宗室，字乾德。宇文導之子。

## 出生
生年不详，仅知兄宇文广生于542年或544年、弟宇文廙生于550年。

## 生平
559年，封永昌郡公。後嗣杞国公宇文連爵位，受位開府儀同三司。
563年10月，为梁州总管。571年，为使持节、骠骑大将军、宗師中大夫，進大将軍。曾由庾信代作《为杞公让宗师表》。4月，为秦州总管，兄宇文广的部下归他统率。5月，進柱国。572年，宇文亮的叔父晋公宇文護被殺害後，宇文亮不安，日日纵酒，周武帝手诏叱責。
576年，武帝攻擊北齐，宇文亮为右第二軍总管。平定并州，進上柱国。从军攻擊鄴城，转大司徒。578年，周宣帝即位，出为安州总管。
579年，为行軍总管，随韋孝宽攻擊南陳。11月，从安陸道攻克黄城。580年三月，周軍凱旋回到豫州，宇文亮因儿子宇文温之妻尉迟炽繁被太上皇（即周宣帝）逼奸，怀恨謀反，对长史杜士峻说：“主上淫纵滋甚，社稷将危。吾既忝宗枝，不忍坐见倾覆。今若袭取郧国公而并其众，推诸父为主，鼓行而前，谁敢不从。”夜間率领数百騎襲擊韋孝宽陣营。韋孝宽得到宇文亮属官茹洪事前密告，有所准备，宇文亮遁走。韋孝宽擊斬宇文亮。
弟宇文椿嗣杞国公的爵位。

## 子
- 宇文明（因宇文亮連坐被殺）
- 宇文温（出嗣叔父西阳昭公宇文翼，亦连坐被杀）